# Luigi Maria Torregiani
Luigi Maria Torregiani (ur. 18 października 1697 we Florencji – zm. 6 stycznia 1777 w Rzymie) – włoski kardynał od 1753. Sekretarz Stanu papieża Klemensa XIII 1758-69. 

## Życiorys
Był konserwatystą, sprzeciwiał się otwartej postawie wobec oświecenia, jaką reprezentował papież Benedykt XIV (1740-58). Bronił zakonu jezuitów przed zarzutami i sprzeciwiał się żądaniom monarchii katolickich, by rozwiązać zakon. Jego nieustępliwa polityka w tej kwestii doprowadziła do zerwania przez Portugalię stosunków dyplomatycznych ze Stolicą Apostolską oraz okupacji przez Francję, Hiszpanię i Neapol terytoriów papieskich wokół Awinionu, Benewentu i Pontecorvo. Był członkiem powołanej w 1767 roku przez papieża Klemensa XIII w związku z groźbą przyznania praw dysydentom Kongregacji do Spraw Polskich. Zdymisjonowany po wyborze Klemensa XIV. Przez ostatnie dwa lata życia stał na czele Rzymskiej Inkwizycji. Nigdy nie przyjął święceń kapłańskich.